# Jēkabpils novads
Jēkabpils novads is een gemeente in Selonië in het zuiden van Letland. Het bestuurscentrum is de stad Jēkabpils.
De huidige gemeente ontstond op 1 juli 2021, toen de bestaande gemeente werd samengevoegd met de stad Jēkabpils en de gemeenten Aknīstes novads, Krustpils novads, Salas novads en Viesītes novads.
De eerdere gemeente ontstond in 2009 na een herindeling, waarbij de landelijke gemeenten Ābeļi, Dignāja, Dunava, Kalna. Leimaņi. Rubene en Zasa werden samengevoegd.
Nationale steden (valstspilsētas):

Daugavpils  · Jelgava · Jūrmala · Liepāja · Rēzekne · Riga · Ventspils

Gemeenten (novadi):

Ādažu novads
· Aizkraukles novads
· Alūksnes novads
· Augšdaugavas novads
· Balvu novads
· Bauskas novads
· Cēsu novads
· Dienvidkurzemes novads
· Dobeles novads
· Gulbenes novads
· Jelgavas novads
· Jēkabpils novads
· Krāslavas novads
· Kuldīgas novads
· Ķekavas novads
· Limbažu novads
· Līvānu novads
· Ludzas novads
· Madonas novads
· Mārupes novads
· Ogres novads 
· Olaines novads
· Preiļu novads
· Rēzeknes novads 
· Ropažu novads
· Salaspils novads
· Saldus novads
· Saulkrastu novads
· Siguldas novads
· Smiltenes novads
· Talsu novads
· Tukuma novads
· Valkas novads
· Valmieras novads
· Varakļānu novads
· Ventspils novads 